# 미야기군

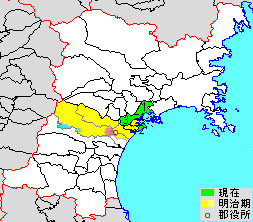
미야기현 미야기군의 위치(1.마쓰시마정 2.시치가하마정 3.리후정 연빨강:발족 당시의 센다이시 하늘색:후에 다른 군에서 편입한 구역)

미야기군(일본어: 宮城郡, みやぎぐん)은 일본 미야기현(무쓰국·리쿠젠국)의 군이다. 미야기현의 이름은 이 군에서 유래한다.
인구 64,605명, 면적 111.64km², 인구밀도 579명/km².(2025년 3월 1일, 추계인구)
이하 3정으로 구성된다.
- 마쓰시마정(松島町)
- 시치가하마정(七ヶ浜町)
- 리후정(利府町)

## 군역
1878년 행정 구역으로 발족 당시의 군역은 위의 3정에 시오가마시, 다가조시, 센다이시 미야기노구, 이즈미구 및 아오바구의 대부분, 와카바야시구의 일부에 해당한다. 센다이시 아오바구의 일부는 1955년 나토리군에서 편입되었다. 오우산맥에서 태평양에 이르는 동서로 길쭉한 모양이었다.

## 역사
- 1878년 10월 21일 - 군구정촌 편제법이 미야기현에서 시행되면서, 아래의 변경이 실시되었다.
  - 센다이성 조카마치의 구역을 가지고 센다이구(仙台区)가 발족, 군에서 이탈.
  - 잔여부에 행정 구역으로서의 미야기군이 발족.

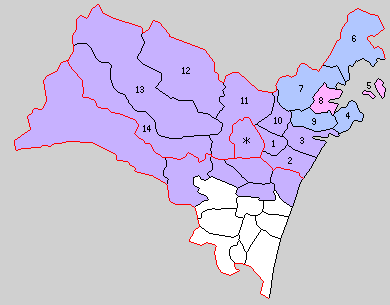
1.하라노정 2.시치고촌 3.다카사고촌 4.시치가하마촌 5.우라토촌 6.마쓰시마촌 7.리후촌 8.시오가마정 9.다가조촌 10.이와키리촌 11.나나키타촌 12.이즈미다케촌 13.오사와촌 14.히로세촌 (보라:센다이시 분홍:시오가마시 파랑:합병 없음. *는 출범 당시 센다이시)

- 1889년 4월 1일, 정촌제 시행으로, 아래의 정촌이 발족. 따로 표시한 경우 외는 현 센다이시.(2정 12촌)
  - 하라노정(原町)
  - 시치고촌(七郷村)
  - 다카사고촌(高砂村)
  - 시치가하마촌(七ヶ浜村): 현 시치가하마정
  - 우라토촌(浦戸村): 현 시오가마시
  - 마쓰시마촌(松島村): 현 마쓰시마정
  - 리후촌(利府村): 현 리후정
  - 시오가마정: 현 시오가마시
  - 다가조촌(多賀城村): 현 다가조시
  - 이와키리촌(岩切村)
  - 나나키타촌(七北田村)
  - 이즈미다케촌(泉嶽村)
  - 오사와촌(大沢村)
  - 히로세촌(広瀬村)
- 1897년 9월 7일 - 이즈미다케촌이 네노시로이시촌(根白石村)으로 개칭.
- 1928년
  - 1월 1일 - 마쓰시마촌이 정제 시행으로 마쓰시마정(松島町)이 됨.(3정 11촌)
  - 4월 1일 - 하라노정 및 시치고촌의 일부가 센다이시에 편입.(2정 11촌)
- 1931년 4월 1일 - 나나키타촌의 일부가 센다이시에 편입.(2정 11촌)
- 1938년 9월 1일 - 다가조촌의 일부가 시오가마정에 편입.
- 1941년)
  - 9월 15일 - 이와키리촌·다카사고촌·시치고촌이 센다이시에 편입.(2정 8촌)
  - 11월 23일 - 시오가마정이 시제 시행으로 시오가마시(塩竈市)가 되어, 군에서 이탈.(1정 8촌)
- 1950년 4월 1일 - 우라토촌이 시오가마시에 편입.(1정 7촌)
- 1951년 7월 1일 - 다가조촌이 정제 시행으로 다가조정(多賀城町)이 됨.(2정 6촌)
- 1955년)
  - 2월 1일 - 오사와촌·히로세촌이 합병하여, 미야기촌(宮城村)이 발족.(2정 5촌)
  - 4월 1일 - 미야기촌이 나토리군 아키우촌의 일부를 편입.(2정 5촌)
  - 4월 10일 - 나나키타촌·네노시로이시촌이 합병하여, 이즈미촌(泉村)이 발족.(2정 4촌)
- 1957년 8월 1일 - 이즈미촌이 정제 시행으로 이즈미정(泉町)이 됨.(3정 3촌)
- 1959년 1월 1일 - 시치가하마촌이 정제 시행으로 시치가하마정(七ヶ浜町)이 됨.(4정 2촌)
- 1963년 11월 3일 - 미야기촌이 정제 시행으로 미야기정(宮城町)이 됨.(5정 1촌)
- 1967년 10월 1일 - 리후촌이 정제 시행으로 리후정(利府町)이 됨.(6정)
- 1971년 11월 3일(4정)
  - 이즈미정이 시제 시행으로 이즈미시(泉市)가 되어, 군에서 이탈.
  - 다가조정이 시제 시행으로 다가조시(多賀城市)가 되어, 군에서 이탈.
- 1987년 11월 1일 - 미야기정이 센다이시에 편입.(3정)

## 참고 문헌
- 《가도카와 일본 지명 대사전》 편집위원회, 편집. (1979년 12월 1일). 《가도카와 일본 지명 대사전》. 4 미야기현. 가도카와 쇼텐. ISBN 4040010302.